# Alonso Pérez de Guzmán el Bueno y Zúñiga
Pour les articles homonymes, voir Guzmán et Alonso Pérez de Guzmán y Zúñiga.
Alonso Pérez de Guzmán el Bueno y Zúñiga, né le 10 septembre 1550 à Sanlúcar de Barrameda et mort en 1619, est un Grand d'Espagne, 7e duc de Medina Sidonia, et une des plus colossales fortunes de l'Europe du XVIe siècle. 

## Biographie
En 1588, à la mort d'Álvaro de Bazán, marquis de Santa Cruz, bien qu'il soit totalement ignorant en matière navale, le roi Philippe II d'Espagne le nomme commandant en chef de la Felicisima Armada (Très heureuse armada), dite Invincible Armada. Les raisons de cette nomination ne sont toujours pas connues. Medina Sidonia écrivit lui-même au roi pour lui rappeler qu'il n'avait aucune expérience militaire ou des affaires anglaises, qu'il était sujet au mal de mer et que ses dettes, aussi colossales que sa fortune, ne lui permettaient pas de contribuer personnellement à l'armement de la flotte. Le roi ne revint pas sur sa décision.
Malgré ces réticences, les efforts du duc ont été déterminants dans la préparation de l'armada. Ses talents d'administrateur lui permettent de rationaliser l'approvisionnement et de dénouer un certain nombre de difficultés. En revanche, son manque d'expérience militaire et son caractère plutôt modeste l'amènent à ne jamais questionner les ordres du roi et les conseils de ses capitaines. Tout le problème est que le plan de Philippe II repose sur une parfaite coordination entre les actions menées sur terre par Alexandre Farnèse et Medina Sidonia. Or à cette époque, une telle coordination est quasiment impossible, à plus forte raison dans la mesure où les deux commandants doivent en référer systématiquement à Madrid.
Le désastre de l'armada doit se comprendre dans ce contexte. Pour autant, le roi refuse de relever le duc de ses fonctions d'amiral de la mer océane. Il est donc également rendu responsable par Miguel de Cervantes du sac de Cadix en 1596 par les Anglais et de la perte d'une flottille en 1606 devant Gibraltar.